# Dějiny Sekulárního františkánského řádu v Česku

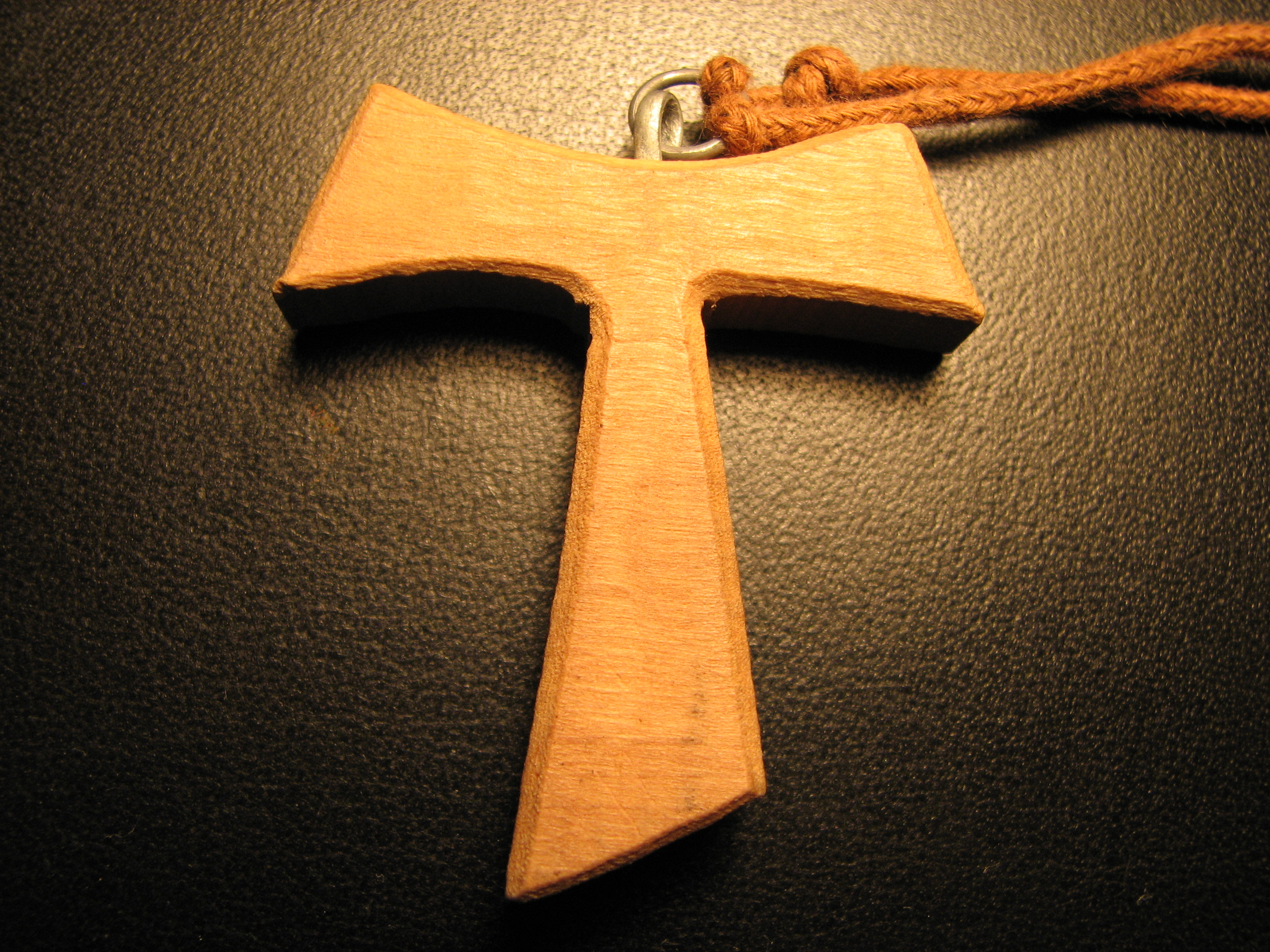
Tau - podpis sv. Františka z Assisi

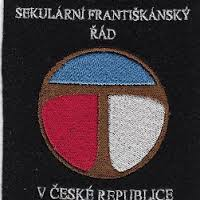
Oficiální nášivka terciářů sv. Františka v České republice

## Dějiny Sekulárního františkánského řádu (III. řádu sv. Františka) v českých zemích

### Úvod
Autorem Dějin Sekulárního františkánského řádu v ČR je MVDr. František Reichel. Na Wikipedi je zde uveden pouze stručný výtah z celého spisu. 

III. řád sv. Františka byl ve 2. polovině 19. století v Čechách a na Moravě ve velkém rozvoji. Do nového století tak vešel s velkou členskou základnou – více než 30.000 členy, ale také s novými impulsy činnosti. Jejich každoročním vyvrcholením byly sjezdy na Velehradě s následnou poutí na Sv. Hostýn a samozřejmě řada dalších aktivit. V průběhu 20. století vlivem mnoha politických změn řád prošel složitým a náročným vývojem, tak jako celá katolická církev. Na přelomu 20. a 21. století je zde již obnovený kanonicky ustavený Sekulární františkánský řád s členskou základnou přes 1000 bratří a sester. Je to jistě zlomek toho, co bylo o 100 let dříve, ale v rámci současného stavu SFŘ představuje v České republice jednu z největších katolických organizací.

### Název řádu
Současný Sekulární františkánský řád (SFŘ) Ordo franciscanus saecularis (OFS) nese toto pojmenování od roku 1978 tak, jak to potvrdil v nové Řeholi papež Pavel VI. Až do roku 1978 byl však oficiální název III. řád sv. Františka. Další názvy v průběhu dějin: „Fratres de poenitentia“ – bratří kající, „zdrženliví“, „Fratres et sorores de poenitentia conjugatorum“ = Bratři a sestry kající, žijící v manželství.

### založení III. Řádu
Výsledek Františkova přemýšlení shrnují jeho myšlenky v Listu všem věrným křesťanům. Na přípravě řehole pracoval ochránce sv. Františka a řádu kardinál Hugolin, biskup z Ostie a pozdější papež Řehoř IX. Oficiální vyhlášení III. řádu uskutečnil papež Honorius III. bulou Memoriale propositi dne 20. května 1221. Prvním terciářem byl Františkův známý z mladých let, kupec Luchesius. Jeho rodina se stala kolébkou III. řádu. Třetí řád se brzy rozšířil po celé Evropě a počet jeho členů vzrůstal. K řeholi z roku 1221 přibývaly dodatky a úpravy a tím ztrácela jednotný styl. Proto první františkánský papež Mikuláš IV. řeholi zrevidoval a doplnil, a tak přizpůsobil požadavkům doby i řádu samého a vydal bulu Supra Montem dne 17. srpna 1289. Třetí řád byl též schválen církevními sněmy ve Vienne roku 1311 a lateránským 1512–1517. 

Nové myšlenkové a hlavně vznikající sociální hnutí vedlo papeže terciáře Lva XIII. k vydání nové řehole. 17. září 1882 vydal encykliku Auspicato concessum, ve kterém kladl velmi vřele na srdce všem katolickým biskupům celého světa, aby ve svých diecézích sv. III. řád serafínský všemožně rozšiřovali a zvelebovali. 30. května 1883 vydává Lev XIII. Bulu o Reguli čili pravidlech, o správě, výsadách a odpustcích téhož sv. III. řádu „konstituci“, jež počíná slovy „Misericors Dei Filius“.

## Dějiny III. řádu v českých zemích ve 13. – 18. století
Hlavním a téměř jediným pramenem informací je historie sepsaná a uveřejněná v Almanachu III. řádu vydaného v roce 1921 v rámci 700. jubilea III. řádu P. Leanderem Brejchou. Uvádí se zde:
Možno se důvodně domnívati, že zakladatelem III. řádu u nás byla blahoslavená Anežka Přemyslovna. Nasvědčoval by tomu list papeže Řehoře IX., kde jest III. řád chválen a tím i doporučen. Horlivá dcera sv. Kláry snad na základě tohoto listu povzbudila členy I. řádu, aby zakládali i III. řád – ačli toho ani nečinili při svém příchodu. Z roku 1258 (1289) je zmínka, že v Zavichosti bylo od Tatrů zabito několik kněží františkánů a mezi nimi že byli též „conversi“ tj. terciáři v hábitě. 

Terciářem byl i Vladislav Jagellonský. V 15. věku šířili III. řád v našich slovanských zemích zástupcové přísné observance sv. Jakub z Marky a Jan Kapistrán. Zvláště tento organizoval terciáře pod vlastními vizitátory, ministry, instruktory a kazateli. 

Zdá se, že ve století 16., 17. a následujícím byl III. řád v našich krajích v úpadku a že místo něho rozšířilo se tzv. arcibratrstvo opasku sv. Františka. 

Zvláštním zjevem činnosti III. řádu bylo na počátku 17. století „bratrstvo mrskačů“. Naši kajícníci povstali roku 1603 při novém kostele kapucínském na Hradčanech. V 18. století počal III. řád v našich vlastech oživovat. 

Z těch dob máme i prvotní vydání českých regulních knížek pro III. řád. Roku 1708 vyšlo první vydání knihy „Regule aneb způsob života bratrů a sester III. řádu sv. otce Františka", L. P. 1701 od kněze Jarolíma Veita, františkána, v německém jazyku vydána, nyní přeložena. Vyšla v Praze u Voršily Hamplové. Obsah knihy jest: O počátku a založení III. řádu sv. Františka – Řehole III. řádu a krátký výklad. – Pobožnosti a rituál. Kniha tato dočkala se mnoha vydání. 

Ač působil III. řád nehlučně a ve skrytě, přec jeho význam neušel liberálně zednářským rádcům Josefa II. „reformátora všeho i církve“. V terciářích uznávali po řeholnících nejsilnější oporu křesťanského života. Proto se zrušujícími dekrety o řádech a klášteřích vycházely ortely smrti i o třetím řádě, prý státu nebezpečném. Bylo omezeno přijímati oblečené terciáře v klášteřích (1774). Nařízen soupis jmen a stavu zámožnosti světských terciářů a míst, kde se shromažďují (1776). Zrušeny terciářky, které sice žily mimo kláštery, ale chodily oblečeny řeholním rouchem (1782). Žádán pak přesný seznam „kapitálií“, tj. jmění všech bratrstev, zvláště III. ř. (1782). Roku 1782 konečně po dlouhých přípravách vydán dekret, jímž se zrušují vůbec všichni terciáři a „třetí“ řádová bratrstva u Serafínského řádu a klášterů. Zakázáno i přijímati terciáře do klášterů oblečené hábitem bez kápě. Roku 1784 pak zkonfiskováno bylo veškeré jmění III. řádu i kalichy a cenné bohoslužebné předměty, které měl.

## Dějiny III. řádu v českých zemích v 19. století
historie sepsaná a uveřejněná v Almanachu III. řádu vydaného v roce 1921 v rámci 700. jubilea III. řádu P. Leanderem Brejchou. Uvádí se zde:
"Když pak roku 1855 učiněn konkordát mezi císařem Františkem Josefem I. a Piem IX., odvoláno i zrušení řádu. 

Kolem padesátých let 19. století počíná v našich zemích obnova III. řádu. Obce terciářské vzkříšeny byly hlavně při všech klášteřích a též při některých farních chrámech. Od dob roku 1840 – 1860 jsou vedeny nové matriky terciářů. 

Nejmocnější vzpruhou rozvoje III. řádu i v našich vlastech byl okružní list papeže – terciáře Lva XIII. „Auspicato“ z roku 1882 a konstituce: „Misericors Dei filius“ z roku následujícího. Přání velkého sociologa v duchu sv. Františka došlo ohlasu i u nás a úprava řehole k časovým potřebám přijata s radostí od kněží vůdců i od terciářů. Od těch dob datuje se první rozmach ideje III. řádu i v našich zemích." 

Mimo to soustřeďovali členy po mnoho let pouti pořádané na Velehrad a Hostýn, z nichž se později vyvinuly sjezdy. První pouť proběhla ve dnech 4. – 6. července 1892 a zúčastnilo se jí přes 2000 terciářů. 
Příštího roku byl 8. září velký a památný den pro terciáře na posvátném Hostýně – svěcení oltáře sv. Františka tehdejším biskupem brněnským Bauerem, terciářem.

V 2. polovině 19. století P. J. Pelikovský, ředitel III. řádu, vydává „Serafínského otce sv. Františka z Assisi“, příruční regulní knížku Třetího řádu. O tu byl tak velký zájem a našla takové uplatnění a rozšíření, že v lednu 1898 vyšlo již její šesté vydání.

Roku 1887 založil minorita P. Štěpán Vodička v Krnově první časopis pro členy III. řádu, Zahrádku sv. Františka. Potom ji redigoval zasloužilý terciář – farář Jan Hejtmánek. Terciáři měli svůj časopis a tím semkli se v pevnější šik na základě vzájemných informací o ruchu řádovém. „Zahrádka“ činila dobré služby po všech těch 15 ročníků, co vycházela.

Ačkoliv nebylo úmyslem sv. Františka, aby se terciáři uzavírali do klášterů, přece již ve 13. století vznikaly terciářské domy. Na přelomu 19. století byly u nás Školské sestry, Alžbětinky, Šedé sestry, Křížové sestry, Františkánky a klášter terciářek v Brně.

Za zmínku stojí i skutečnost, že od roku 1896 je ve Vídni organizována česká skupina III. řádu.

## 4. Terciáři v posledních letech habsburské monarchie (1901–1918)

### 4.1 Činnost III. řádu
Jak vyplývá ze závěru předchozí kapitoly, III. řád měl na přelomu 19. a 20. století v českých zemích širokou členskou základnu, vyvíjel velmi aktivní činnost a měl i dobrou organizační strukturu. Jeho činnost byla bezprostředně na začátku 20. století ovlivňována dvěma významnými událostmi. 

První byla reforma řádu, tj. vydání nové řehole papežem – terciářem Lvem XIII. – na základě vydané buly „Misericors Dei filius“. 

Druhou událostí bylo konání milostivého léta roku 1900, kterého se zúčastnilo mnoho věřících i členů III. řádu poutěmi do Říma. Zde se koncem září roku 1900 konal též sjezd terciářů ze všech národů katolického světa.

#### Celonárodní terciářské sjezdy na Velehradě
V letech 1901–1909 se každoročně konaly celonárodní sjezdy českoslovanských terciářů na Velehradě, většinou pak na ně ještě navazovala pouť terciářů na Sv. Hostýn.

#### Krajinské terciářské sjezdy
Tyto sjezdy přímo navázaly na konání celonárodních sjezdů. Odůvodnění podává na 1. krajinském sjezdu v úvodě iniciátor a hlavní organizátor těchto sjezdů P. Ignác Janák: 
" „Svolali jsme tento krajinský sjezd terciářský proto, že na všeobecném sjezdě na posvátném Velehradě s nadšením největším přijata byla myšlenka pořádati sjezdy krajinské. Aby každý dobrý terciář viděl a poznal jak blahodárný účinek měly oba sjezdy terciářské na Velehradě uspořádané. ….. Ano, proto svolali jsme tento sjezd, aby oživen byl v našem krásném kraji život terciářský, abychom se totiž poznali a když vidíme, že je nás tak velký počet, abychom se posílili v lásce ke III. řádu svému, abychom se naučili ještě více jej milovati a ještě horlivěji podle něho žíti a také abychom jiným dali příležitost řád náš poznati a si zamilovati“. " 

- V rámci sjezdu katolíků rakouských zemí, který byl ve Vídni 16. – 19. listopadu 1907, se konal 17. listopadu kongres delegátů terciářských obcí rakouských. Českoslovanští terciáři byli zastoupeni velectěným panem říšským a zemským poslancem Kadlčákem z Moravy, P. T. Štikarem, ředitelem III. řádu sv. Františka z Plzně, a P. Ulverem z Českých Budějovic.

- Ve dnech 29. srpna – 2. září 1908 se terciáři zúčastnili katolického sjezdu českoslovanského v Praze. V tomto roce na podzim se též zúčastnili jubilejní poutě Moravanů do Říma.

- Terciáři se angažovali i v sociálně-zdravotní oblasti. 18. května 1910 bylo vysvěceno terciářské sanatorium sv. Rafaela na Moravci. V letech 1910 – 1912 terciáři vybudovali útulek blahoslavené Anežky v Brně. Členové útulku vytvořili jednu společnou rodinu.

- V rámci VII. všeobecného sjezdu katolíků českoslovanských, který se konal v Kolíně 7. – 8. září 1913, bylo slavnostní shromáždění III. řádu sv. Františka a III. řádu sv. Dominika. Zde přednesl přednášku P. Odilo Pospíšil OP na téma „Terciáři ve společnosti“.

První světová válka, ve které bylo Rakousko-Uhersko poraženo, měla svůj odraz i v řadách terciářů, kteří byli odvedeni, museli bojovat a mnozí z nich i padli. 

#### Vydavatelská a publikační činnost
- Na přelomu 19. a 20. století vycházel jediný časopis pro III. řád – Zahrádka sv. Františka.
- Tak, jak se oživoval život III. řádu, tak i vznikl nový časopis Serafínské květy vydávaný v Zábřehu. Hlavním vydavatelem a šéfredaktorem byl člen III. řádu J. Hlavica.
- V roce 1908 začal vycházet Serafínský přítel dítek: „Spolkový list Serafín. Díla lásky pro země českoslovanské“. Pro rodiče a dospělé přátele mládeže.
- Od roku 1910 s přílohou „Dítko marianské“. Zodpovědný redaktor Jan Seidenglanz, správce bisk. tiskárny.
- Příručka (manuálka) III. řádu sv. Františka vyšla v roce 1908.

#### Duchovní zaměření – spiritualita
Duchovní zaměření navazovalo na aktuální dění v církvi i ve společnosti. Tematicky lze přibližně vymezit následující okruhy: 

- Víra a svátosti, obnova duchovního
- Církev: obrana náboženství v době přítomné, věrnost papeži
- Problematika řádu
- Sociální a pracovní problematika: péče III. řádu o chudé a nemocné, rodina a rodinná výchova

#### Organizační struktura
Každá „obec“ měla svého ředitele, kterým byl vždy kněz zpravidla jedné z františkánských obediencí prvních řádů, ale též mohl být kněz diecézní. Každá „obec“ byla zpravována představenstvem.

#### Významní představitelé a členové řádu
- P. ThDr. František Popp (9. července 1863, Nový Jičín – 3. srpna 1902, Olomouc), kněz, terciář, docent církevního práva, tajemník arcibiskupa. Nejvíce působil v Uherském Hradišti, v Napajedlích a v Olomouci.
- Rozálie Alžběta Kreplová (1851–1913), představená III. řádu. Vyvíjela četné sociální aktivity v péči o chudé, nemocné a umírající.
- Kardinál Dr. František Saleský Bauer (1841–1915), arcibiskup olomoucký,a metropolita moravský terciář. Podporoval rozvoj III. řádu v brněnské diecézi, pak v olomoucké arcidiecézi.
- P. Jan N. Rubringer OFMCap. (1862–1917), předseda sdružení českých terciářů. Oživoval terciářského ducha v Čechách, na Moravě i ve Slezsku. Byl organizátorem a hybnou silou terciářských sjezdů na Velehradě i krajinských sjezdů.
- P. Jan Hejtmánek (1840–1918), vikář a ředitel III. řádu. Vydával časopis „Zahrádka sv. Františka“, byl spoluzakladatelem Serafínských květů, předseda prvních dvou terciářských sjezdů.
- P. Jan Tagliaferro (1867–1922), farář, terciář. Zakládal bratrstva, formátor, publikoval v Serafínských květech, přeložil „Katechismus III. řádu“, aktivně vystupoval na terciářských sjezdech.
- P. Josef Panik (1882– 922), ředitel III. řádu v Uherském Brodě, zpovědník a kazatel.

## Terciáři za první republiky (1918–1938)

### Činnost III. řádu
Činnost řádu jako celku, činnost v obcích, ale i jednotlivých členů v nově vzniklé republice navázala na předchozí zkušenosti a tradice. Na celonárodní úrovni se nadále konaly sjezdy. Členové III. řádu se zúčastňovali celocírkevních akcí v republice i v zahraničí. 

Obdobně si terciáři uvědomují nutnost angažovanosti v politickém životě v novém státě v nových podmínkách. Řada z nich se angažuje ve vrcholových politických funkcích a to jak na úrovni komunální, tak i celostátní. Nejznámějším byl poslanec a ministr Dr. František Nosek, ale byli i další – poslanec V. Myslivec, senátoři Kadlečák a později A. Pavela. 

Zvláště tak si terciáři uvědomují své poslání a nutnost angažovat se na úseku tisku, jak o tom svědčí článek členky III. řádu z Kroměříže. 

#### První sjezd československých terciářů
29. až 31. srpna 1920 se konal sjezd terciářů v Praze u příležitosti sjezdu katolíků československých. * „O vzniku, historii a významu III. řádu“.

#### Jubilejní rok památky 700 založení třetího řádu (1921)
Toto jubileum vyhlásil papež – terciář Benedikt XV. na termín 16. 4. 1921 – 16. 4. 1922.

Hlavní událostí jubilejního roku byl Mezinárodní terciářský sjezd v Římě 15. – 18. 9. 1921. 

Největší národní akcí byl Jubilejní sjezd československých terciářů sv. Františka na Velehradě 2. – 4. 7. 1921. Sjezdu se zúčastnilo 1900 účastníků. 

Sv. otec Pius XI., terciář, vydal 30. 4. 1926 k 700. výročí blažené smrti sv. Františka encykliku „Rite expiatis“ a stanovil jubilejní rok sv. smrti Františkovy na termín 4. 10. 1926 – 4. 10. 1927. Po pontifikální mši svaté v Římě 4. října 1926 byl posvěcen pomník sv. Františka před lateránskou bazilikou. Oslavy však probíhaly po celém katolickém světě. 

Jubileum se samozřejmě oslavovalo i v Česku: ve všech farních kostelích terciářských sloužena mše svatá ke cti sv. Františka na úmysl terciářů. V rámci oslav se hrála i hra „Chudáček boží“ .
Velmi aktivní byl v jubilejním roce 1926–1927 P. L. Brejcha, který při jednodenních oslavách jubilea sv. Františka měl kázání, přednášku, světelné obrazy i film. Součástí byla i premiéra zhudebněné „Písně bratra Slunce“. 

Také ministr Nosek přednášel o sv. Františku. Na přednášce Dr. Noska 13. 10. 1926 při oslavách sv. Františka na Smíchově bylo přítomno 400 posluchačů.

Dále Dr. A. Fuchs měl přednášku o sv. Františku.

Dr. A. Šorm napsal do různých časopisů 50 článků k jubileu sv. Františka a redigoval dvě knihy o světci Assiském. 

Terciáři od P. Marie Sněžné v Praze uspořádali v létě 1926 i 1927 v rámci jubilea pouť do Assisi, Říma a na Alvernu.

Terciářské sjezdy v rámci jubilea se konaly na Velehradě a v Příbrami.
Sjezdu v Příbrami 14. – 15. 9. 1927 se zúčastnilo 600 terciářů z Čech a Moravy a 200 z Vídně.

#### Oslavy 700. jubilea svatořečení sv. Františka (1928)
I tento rok byl sv. otcem Piem XI. vyhlášen pro členy františkánských řádů za jubilejní. Byl věnován „Svaté a požehnané památce sv. otce Františka, jenž byl před 700 lety prohlášen za svatého.“ Jemu byl zasvěcen celý ročník Serafínských květů. Členové III. řádu se aktivně zúčastňovali těchto oslav jak na místní úrovni, tak i na úrovni národní a mezinárodní.

#### Jubilejní rok 1925, 1933
Sv. otec Pius XI. píše o svatém roce 1925 již v okružním listě „Ubi Arcano Dei“ z 22. 12. 1922. Z celého Československa bylo asi 4000 poutníků ve skupinách.

#### Charitativní práce
Třetí řád se velmi angažoval v charitativní práci . Terciářské sociální aktivity byly i na dalších úsecích.
- Útulna sv. Alžběty v Olomouci – charitativní spolek terciářů pečuje o starší sešlé a práce neschopné členy III. řádu. Poskytuje přístřeší a stravu a ošetřování nemocných.
- Otevření nové útulny III. řádu sv. Františka serafínského v Kroměříži se konalo 25. 5. 1933.
- Svěcení hotového díla lásky ve Ždírci u Polné 15. 10. 1933, tj. stavba sirotčince a útulek pro staré opuštěné lidi. Světil P. Dr. J. E. Urban.

#### Vydavatelská činnost
Vydávání časopisu Serafínské květy, který začal vycházet v roce 1901, pokračovalo i v tomto období. 

- Od roku 1921 začal vycházet Serafínský prapor
- V roce 1922 začal vycházet na Slovensku „Serafínský svet“
- P. L. Brejcha, Almanach III. řádu sv. Františka (1921)
- sv. Bonaventura, Život sv. otce Františka (1922)
- Kvítky slavného Pána sv. Františka (1922)
- Dr. A. Lang, „Jacopone da Todi“ (1922)
- P. B. Wilhem, Životopis sv. Františka (1926)
- Sborník „Svatý František a Češi“ (1926)
- P. L. Brejcha, Spisy sv. Františka z Assisi (1926)
- Příručka vedení III. řádu (1931)
- G. Franel 1931, Kytice na oltář sv. Antonínu Paduanskému (1231–1931), Praha
- Legenda tří druhů a zrcadlo dokonalosti sv. Františka z Assisi (překlad) Letovice 1926
- Spisy sv. Františka zakladatele Bratří menších (vypravil M. Kaláb) Praha 1926
- „Řeholní kniha a zpěvník třetího řádu serafínského otce sv. Františka z Assisi“ 1938

### Duchovní zaměření – spiritualita po vzniku republiky
Duchovní zaměření hned od počátku navazovalo na aktuální témata domácí, mezinárodní i celocírkevní: vznik československé církve, porážka mariánského sloupu, 700 let od založení III. řádu. 

Zásluhou provinciála P. Bonaventury Wilhema OFM vzniká v řádu Armáda sv. Kříže, tj. členové, kteří se orientují na misie a na poutě do Sv. země. 

Problémům duchovního života po stránce praktické i teoretické se neúnavně věnuje Dr. J. E. Urban – většinou úvodníky v Serafínském praporu.

### Organizační struktura
Velký důraz byl kladen na pravidelná měsíční shromáždění terciářů. Jako vyšší organizační jednotky vznikají župy, např. Slovácka.

Souborná a přehledná informace o „Vnitřní správě obce terciářské“ je postupně uveřejňována v časopise Serafínské květy v roce 1937, kde se praví:
„Představenstvo, výbor je duší terciářské obce a volba ať padá na nejschopnější terciáře, kteří jsouce čilými, pohyblivými, vnášejí a udržují život a činnost úspěšnou v obec terciářskou, ovšem za dozoru a pod správou ředitelovou. Toto vnitřní vedení obce terciářské – a to budiž základní zásada – nesmí býti takové, aby představenstvo obce bylo stlačeno na pouhý poradní sbor, ba na jakousi korporaci, spolek referentů, pouhých zpravodajů. Nýbrž členové představenstva mají skutečně aktivní, činnou účast na řízení a vládě v obci, stran voleb, správy jmění atd.
Každá obec měj své představenstvo, které svou moc vůči obci uplatňuj spíše po způsobu otcovském, po domácku, postestas domestica, nikoli pak způsobem velitelským, odvolávajícím se až příliš na moc, právo, zákony atd., potestas dominativa. Dominus = pán. Počtem členů veliká obec smíšená, mužů a žen, může si zvoliti dvojí představenstvo, pro muže a pro ženy zvlášť. Některé úřady mají býti společné, např. představený, pokladník. Je-li počet členů v obou sekcích, odborech, mužském a ženském, příliš veliký, lépe je zříditi dvojí různou obec, mužskou a ženskou, třebas i při jednom chrámě. A tu není zakázáno, aby obě ty samostatné obce vedl týž ředitele.

#### Snahy o sjednocení a jednotné vedení III. řádu
Do určité míry se organizace uskutečňovala po linii jednotlivých obediencí, tj. františkánská, kapucínská a minoritská, neboť kněží těchto řádů byli řediteli jednotlivých obcí. Rovněž geografické uspořádání, tj. začlenění do jednotlivých diecézí, ale hlavně pak členění na Čechy, Moravu a Slezsko, nepřispívalo k jednotnému postupu jako celku. Snahy o jednotný postup i vedení byly bohužel ne vždy úspěšné. Účelem bylo i sjednotit práci v přijímání a výchově noviců.

#### Členská základna a počet terciářských obcí
III. řád měl při vstupu do nové republiky na začátku tohoto období členskou základnu ve výši přes 34.000 členů a 220 obcí.
| Země    | Diecéze         | Má obcí | Vnich je členů českých | německých  | Dohromady  |
| ------- | --------------- | ------- | ---------------------- | ---------- | ---------- |
| Čechy   | pražská         | 17      | 2600                   | 870        | 3470       |
|         | litoměřická     | 12      | 260                    | 1520       | 1780       |
|         | královéhradecká | 26      | 1960                   | 1120       | 2072       |
|         | budějovická     | 26      | 2660                   | 270        | 2930       |
|         | Úhrnem          | 81      | 7480                   | 3780       | 11260      |
| Morava  | olomoucká       | 77      | 10000                  | 2500       | 12500      |
|         | brněnská        | 49      | 3500                   | 900        | 4400       |
|         | vídeňská        | 1       | 42                     |            | 42         |
|         | Úhrnem          | 127     | 13542                  | 3400       | 16942      |
| Slezsko | olomoucká       | 10      |                        | přes 6000  | 700        |
|         | vratislavská    | 2       | 75                     |            | 75         |
|         | Úhrnem          | 12      | několik set            | 6000       | 7075       |
|         | Dohromady       | 220     | přes 21000             | přes 13000 | přes 34000 |

#### Sestry apoštolátu sv. Františka
Jako specifická česká organizace III. řádu vznikají v tomto období Sestry apoštolátu sv. Františka pod vedením P. J. Urbana OFM.

V roce 1933 došlo k vytvoření samostatné terciářské obce Apoštolát Třetího řádu sv. Františka zřízené při kostele P. Marie Sněžné. Téhož roku byla schválena Životní Pravidla sester Apoštolátu všemi biskupy diecézí, kde sestry působily. Výchova a příprava sester byla důkladná ve dvouletém noviciátě a další formaci. Po skončení formace skládaly sestry doživotní slib chudoby, čistoty a poslušnosti.

### 5. 4. Významní představitelé a členové řádu
- Msgr. Dr. Antonín Stojan (arcibiskup olomoucký a metropolita moravský – terciář) Narodil se v Beňově u Přerova 22. 5. 1851. Dne 5. 7. 1876 byl vysvěcen na kněze. Byl poslancem 25 let ve Vídni. 
Zasedal také v revolučním národním shromáždění. 
Ve volbách v roce 1920 byl zvolen do senátu. 
Ve III. řádu byl středem a pořadatelem velehradských sjezdů, ale i dalších aktivit . 3. dubna 1921 přijal biskupské svěcení, stal se arcibiskupem olomouckým – metropolitou moravským. Po vyčerpávající práci na vinici Páně zemřel dne 29. září 1923.
- Br. Jan Antonín Hlavica (terciář) 1876–1936. Pořadatel prvních terciářských sjezdů na Velehradě, administroval časopis Terciářské květy od založení v roce 1901 do roku 1928, vypracoval stanovy pro spolek „sv. Alžběty“ v Olomouci. Obdržel i papežské vyznamenání.
- P. Bonaventura Wilhem (nar. 1873), ředitel III. řádu terciářské obce u P. Marie Sněžné, upravil a vydal Regulní knížku III. řádu P. Pelikovského. Hojně publikoval o historii a organizaci III. řádu v časopisech – zejména v Serafínském praporu.
- Dr. František Nosek (terciář, ministr čsl. vlády), bezesporu největší osobnost tohoto období. Narodil se 26. dubna 1886 v Chrudimi, vystudoval Právnickou fakultu Univerzity Karlovy. 
Vstoupil do Československé strany lidové a v letech 1920–1930 byl jejím místopředsedou. 
Od roku 1920 byl poslancem, v letech 1925–1929 byl ministrem čsl. vlády nejdříve vnitra, poté pošt a telegrafů. 
Spolupracoval se Sdružením katolické mládeže a dalších katolických spolků. 
Pro staré osamělé ženy a opuštěné děti založil spolek Družina sv. Kláry – byl spoluzakladatel domovů sv. Kláry v Litomyšli, Nasavrkách, Březnici, Kbelích u Prahy a Hostomicích pod Brdy. 
V roce 1926 na paměť 700. výročí smrti sv. Františka z Assisi založil se svými přáteli spolek „Dílo blahoslavené Anežky Přemyslovny“, který si vzal za úkol zajišťovat vhodné pozemky pro stavbu budoucích kostelů. 
Návštěvníci kostelů sv. Anežky na Spořilově, sv. Kláry v Troji, sv. Terezie od Ježíše v Kobylisích, kostela ve Strašnicích a ve Vysočanech a dalších na okraji Prahy, by měli s vděčností vzpomínat na Dr. Noska. 
Hospodářská a finanční aktivita Noskova šla vždy ruku v ruce s činností charitativní, jeho „františkánské finanční krédo“ bylo: „Vkladatelům jistota, dlužníkům mírný úrok a z čistého zisku také něco Pánu Bohu“. 
Dr. Nosek zemřel 17. dubna 1935.

## 6. Terciáři v období nesvobody a útlaku (1939–1989)

### 6. 1. Činnost III. řádu
Tak, jako celá naše společnost a naše církev i členové III. řádu v těchto letech výrazně trpěli. Zatímco však v letech 1939 – 1945 byla činnost církve i řádu omezována, pak v letech 1948 – 1989 byla přímo potlačována. Přesto však s pomocí Boží řád těchto 50 let přežil a mohl dále pracovat a rozvíjet se.

#### Život v obcích – místních společenstvích
Za II. světové války vznikala nová společenství jako např. v Nivnici (okr. Uherské Hradiště), kde vzniklo společenství jako samostatné v roce 1943. 
Řád působil i v Sudetech, jak uvádí ve svých vzpomínkách Marie Stoklasová. Bratr Rada s manželkou ze společenství u P. Marie Sněžné skončil v pankrácké sekyrárně za to, že poskytl útulek Židům. 
	Po válce se život v místních společenstvích částečně zotavoval. V Jablůnkově se zaktivizovali členové polské národnosti při klášteře sv. Alžběty pod vedením otce Škrdlíka OFMConv. Po třídenních rekolekcích bylo přijato 120 sester. V Olomouci evidují památky (barevné obrazy) na profesi svých členů z let 1946–1947. 
V dalších letech byla církev potlačována na všech úsecích, včetně III. řádu. Přesto však dovedla žít i v těchto těžkých podmínkách. 

Na řadě míst se dařilo přes veškeré zákazy pokračovat v činnosti. 
Obdobně hovoří J. Tůma: 
"Když	nastoupil komunistický režim se svým pronásledováním, evidované obce, které byly pravidelně u klášterů a kostelů jednotlivých větví I. františkánského řádu, byly prakticky zlikvidovány nebo alespoň byla paralyzována jejich činnost, zatímco obce, které byly mimo objekty I. řádu, přežily a právě v nich III. řád existoval po celou dobu. Podobně jednotliví terciáři, kteří žili a působili mimo obce“ . " 

K oživení řádu dochází pak až v 70. a 80. letech především zásluhou kněží prvních řádů, okolo kterých se shromažďovali terciáři.

#### Sjezdy
V roce 1947 se uskutečnil XI. všeobecný sjezd terciářů všech františkánských rodin z Čech a Moravy. Sjezd se konal dne 23. srpna 1947 a to po 27 letech. 

Další takovéto akce nebyly již možné. Toto byl jediný sjezd terciářů v tomto padesátiletém období.

#### Poutě
Na poutní místa – především na Velehrad, Svatý Hostýn, Svatý Kopeček a Svatou Horu, se putovalo po celou tuto dobu. Nešlo však o poutě velké, ale o poutě jednotlivců nebo malých skupin. Putování k hrobu Dr. Františka Noska do Poříčí se konalo každoročně a to především zásluhou terciářů shromážděných okolo P. Aloise Moce v Praze 4 a 10. 

Zvláštní formou pouti byla etapová pouť z Levého Hradce na Velehrad, kterou od roku 1982 pořádali pražští terciáři pod patronací pana kardinála Tomáška. Pouť byla ve dvou větvích – české a moravské. Zúčastňovalo se ji 5 až 60 poutníků. 
Vyvrcholením však byla pouť do Říma ve dnech 11. – 14. listopadu 1989 na Svatořečení sv. Anežky. Členové III. řádu se jí zúčastnili v hojném počtu jakou poutníci, ale hlavně jako členové organizačního výboru pod předsednictvím světícího biskupa A. Lišky.

#### Vydavatelská činnost
V roce 1982 vyšly v Římě Františkánské prameny nákladem Velehradu křesťanské akademie. Do rukou františkánů v Česku se dostávaly různými způsoby. 

Posledním číslem Serafínských květů bylo č. 5 v roce 1941, poslední číslo Serafínského praporu č. 12 v roce 1948. V roce 1949 vyšla ještě Řeholní knížka.

### Duchovní zaměření – spiritualita
Ústředním a hlavním tématem byla eucharistie. Eucharistie byla hlavní náplní činnosti jednotlivých společenství, jak se o tom výše píše ve zprávě z Českého Těšína. Terciáři se nejvíce scházeli při mši sv. a často další možnosti byli jen v krátkých setkáních na ulici po bohoslužbách. Je příznačné, že i otec kardinál Tomášek nás v letech 1982–1989 povzbuzoval při příležitosti Cyrilometodějských poutí na Velehrad: 
„Nenaříkejte, že nic a nikam nemůžete. Kostely jsou otevřené, využijte toho. Klaňte se a rozjímejte s Kristem v eucharistii“.  

Dalším tématem byl apoštolát – přinášení zvěsti o Kristu do této společnosti. 
 V padesátých letech byl velmi intenzívní ve vězeních, koncentračních táborech, v PTP a v dalším období pak v továrnách, dolech a na dalších pracovištích.

Františkánská spiritualita v tomto období samozřejmě neměla jednotný rámec. Jejími nositeli byly především kněží z prvních řádů, kteří pro své skupiny, skupinky a svěřence připravovali duchovní témata. 

### Organizační struktura
III. řád mohl existovat již pouze jako místní společenství (skupiny) většinou bez vzájemného kontaktu a jednotného koordinovaného vedení. Přesto se však koncem 70. let a v 80. letech vytvářely skupiny terciářů, které byly navázány přímo na kněze prvních řádů (viz dále).

### Významní představitelé a členové řádu
Byli jimi biskupové, řeholníci prvních řádů, kněží, jáhni i laici. Kolem nich vlastně III. řád žil.
- František kardinál Tomášek (1899–1992) arcibiskup pražský a metropolita, terciář (bratr Antonín). Jak je psáno výše, vedl nás, terciáře, po duchovní stránce na Cyrilometodějských poutích, měl k nám vždy na přípravné schůzce duchovní promluvu. Byl hlavním pilířem největší české (ale i československé) pouti do Říma na svatořečení Anežky Přemyslovny. Přípravný a organizační výbor této pouti, který jmenoval, se skládal z mnoha členů III. řádu.
- Kajetán Matoušek (1910–1944) biskup, terciář. Vedl v obtížných letech mnoho terciářů hlavně z okruhu společenství u P. Marie Sněžné v Praze.
- Jan Evangelista Urban OFM (1901–1991). Od svých 14 let byl členem III. řádu, později vstoupil do prvního řádu, v roce 1924 byl vysvěcen na kněze. Intenzívně mj. pracuje pro III. řád: od roku 1927 je předsedou (ředitelem) ústředního výboru III. řádu, od roku 1933 je vedoucím redaktorem Serafínského praporu, kde publikuje po dlouhou dobu mnoho článků o duchovním životě. Od roku 1933–1934 je uváděn jako provinciální komisař III. řádu. Založil studijní ústav Studium catolicum. Od roku 1938 je provinciálem františkánského řádu. V letech 1950–1963 je ve vězení, ale i zde přijímá nové členy do III. řádu, např. Václava Vaška. Byl zahájen diecezní proces o jeho blahořečení.
- P. Alois Moc OFM (1918–1995) po vysvěcení a řeholních slibech byl v klášteře v Hostinném. Již zde se věnoval III. řádu – zde i v Červeném Kostelci byl ředitelem. V roce 1949 byl za práci s mládeží po přečtení pastýřského listu arcibiskupa Berana zatčen, odsouzen a vězněn v Ruzyni, na Pankráci, v Mladé Boleslavi, na Mírově a ve Valdicích. Po propuštění v roce 1955 pracoval jako lesní dělník na Vlašimsku. Od roku 1956 v Praze. Zde okolo sebe soustřeďoval terciáře v „bytových skupinách“ – celkem jich bylo pět. Proto v roce 1983 na květnou neděli byl opět zatčen a byl ve vězení tři měsíce. Pak se opět naplno věnoval pražským terciářům. Z jeho skupin „Praha – jih“ vznikly po roce 1990 místní společenství Praha – Krč, Praha – Spořilov, Praha – Dejvice, Černošice a Benešov.
- P. Inocenc Kubíček OFM (1913–1999) duchovní asistent III. řádu u P. Marie Sněžné, kde okolo sebe shromažďoval a vedl učitelky, ale i další terciáře. Mimo jiné získal z Kanady návrh nových konstitucí SFŘ, které byly přeloženy a dočasně používány .
- P. Zachariáš B. Tuček OFMCap. (1914–2001) byl vizitátorem III. řádu sv. Františka v letech 1943–1948, který významně obnovil a rozšířil jeho činnost. Od roku 1944, kdy byl jmenován vizitátorem III. řádu, začal vyvíjet enormní úsilí o znovuvzkříšení o této kdysi velmi živé organizaci. Účinnou propagační činností získal ke členství desítky členů. V roce 1946 začal vydávat bulletin III. řádu „Pozdrav terciářům“ a začal intenzivně reorganizovat strukturu jednotlivých terciářských obcí. Založil tři sekce III. řádu: smírnou, charitativně-sociální a vzdělávací. V prostorách kláštera vybudoval jednací sál, kde se pak hrávalo i loutkové divadlo pro děti. Zavedl kartotéku všech členů terciářských obcí a rozdělil je do obvodů Praha, Kolín, Olomouc, Brno a Třebíč. Sám dával duchovní cvičení pro terciáře a organizoval četné duchovní obnovy ve farnostech. V roce 1947 byl hlavním organizátorem Terciářského sjezdu (společného s terciáři františkánů a minoritů). V kritickém roce 1948 se mu dařilo vydávat terciářský časopis až do konce roku. I pak ale ještě nějaký čas pokračoval ve vydávání volných listů. Po intervenci na Ministerstvu informací se mu podařilo prosadit vydání dodnes užívané knihy „Ideály sv. Františka“ . Byl pět a půl roku internován (Králíky, Hájek, Želiv, Osek).
- P. Augustin Šváček OFMCap. (nar. 1936) terciář. V letech 1968–1975 jako kaplan ve Frýdku Místku postupně z členů III. řádu a nových členů obnovil nové společenství SFŘ ještě před rokem 1989 (bylo zde 10 až 12 členů). Obdobně vedl terciáře jako farář v Malé Morávce pod Pradědem ještě v době totality. V 90. letech byl duchovním asistentem v NR SFŘ, později i předsedou konference duchovních asistentů SFŘ.
- P. J. Vianey Dohnal OFM. Po tajném vysvěcení organizoval v letech 1988–1989 setkání terciářů v rodinách v Uherském Hradišti. Byly zde dvě skupiny: mladší a starší. Později pečoval o terciáře v Blažovicích.
- RNDr. Jiří Bonaventura Mrázek, CSc. (1923–1978) terciář, vědec, matematik a fyzik. Komentoval v televizi kosmonautiku. Od roku 1953 pracoval v geofyzikálním ústavu ČSAV, založil ionosférickou laboratoř. O jeho duchovním životě vypovídá P. Benedikt Holota v knížce „Hovory s nemocným“. Byl to bratr s velikou otevřeností k bližnímu. Ta otevřenost ale nebyla slabostí, nýbrž láskou. Pravá láska a pravda mají však požadavky a vytvářejí konflikty. Bratr Bonaventura často komentoval nové události ze světa vědy a techniky, a to nejen v tisku, ale i v televizi. Ale ani v redakcích ani v televizním studiu neskrýval svoji víru a příslušnost ke katolické církvi. Chodil totiž denně ráno na mši svatou, denně se modlil celý kněžský breviář a denně při vší své vědecké vytíženosti hodinu rozjímal. Zemřel na rakovinu.
- Jan Janoušek (1901–1974) terciář, tajemník Svazu katolické mládeže, spolupracovník P. J. E. Urbana. Odsouzen v roce 1954 pro velezradu na 10 let, v roce 1960 propuštěn.
- Česlav B. Křížala OFM (1928 – 8. 5. 2013) jáhen I. řádu. Se III. řádem se seznámil v roce 1947 v Červeném Kostelci (u P. A. Moce). V roce 1949 v klášteře v Hájku přijat do III. řádu. Potom byl převezen do koncentračního kláštera v Hejnicích, později do Bohosudova. Odtud převeden k PTP. V roce 1953 propuštěn a dále pod stálým politickým dozorem. V roce 1968 krátce studoval ve františkánském klášteře v Sarajevu. V roce 1975 je tajně vysvěcen v NDR na jáhna. Od roku 1988 se věnoval jednotlivým skupinkám SFŘ, především ve východních Čechách, ale i na dalších místech. Byl jejich duchovním asistentem a iniciátorem.

## Sekulární františkánský řád po „sametové revoluci“ (1990–2000)

### Přechodné období (1989–1994)
Svatořečení Anežky Přemyslovny 13. listopadu 1989 v Římě bylo skutečně zlomovým termínem. „Naplnil se čas“ a v Římě bylo přes 6000 poutníků z Československa a téměř 3000 krajanů. Ještě nikdy v dějinách nevycestovalo najednou tolik Čechů a Slováků. 	Po příjezdu ze svatořečení se politické události doslova řítily – padnul totalitní režim, nastaly dny skutečné svobody – i pro církev. A samozřejmě tyto změny ovlivnily i činnost a postavení terciářů – členů Sekulárního františkánského řádu. 

Jedním z prvních a hlavních organizátorů byl Ing. J. Tůma, který byl pověřen, aby pomocí inzerátu pozval všechny sekulární františkány do Prahy. K tomu došlo v únoru 1990 v kostele Panny Marie Sněžné v Praze. Byli přítomni bratři a sestry z celého Československa. 
 Další setkání se konalo v březnu a byla na něm ustavena přípravná národní rada.
- Na základě žádosti ministerstvo kultury ČSR svým rozhodnutím ze dne 15. května 1990 oficiálně obnovilo legální činnost řádu. 
Byla zajištěna právní subjektivita řádu, a tak na brněnské kapitule svolané na 19. května 1990 se mohlo přikročit k volbě prozatímní rady.	Hlavní pozornost a úsilí prozatímní národní rady byla soustředěna na organizační záležitosti
- V květnu 1992 proběhla v národním bratrském společenství pastorační vizitace delegáta Konference generálních duchovních asistentů SFŘ P. Carl Schäffera OFM, na jejíž závěr se P. Schäffer zúčastnil národní kapituly SFŘ v ČR.
- Volební kapitula v roce 1994 ve Žďáru nad Sázavou ukončila znovuoživení řádu v ČR a tím celou těžkou kapitulu jeho dějin, která trvala plných 50 let, od roku 1939 až do roku 1989.
- Prozatímní národní rada od prozatímní kapituly v Brně konané 19. 5. 1990 pracovala v následujícím složení: ing. Jiří Tůma – ministr, Josef Korbela, Vladimír Kosek, Marie Kryslová, Vít Pelikán, ing. Jan Přibyl, Miloš Převrátil, Terezie Purová a Lucie Vorlová.
- Od kapituly v roce 1992 pak ve složení: Jiří Tůma – ministr, členové Josef Korbela, Václav Pták, Marie Kryslová, Lucie Vorlová, ing. Jan Pečený, P. Augustin Šváček OFMCap., Česlav Křížala OFM.
- Na kapitule 27. – 29. 5. 1994 byla zvolena tato prozatímní národní rada: František Reichel – ministr, Jiří Šenkýř – zástupce, Jarmila Sýkorová, Jiří Kroupa, Vlastimil Brázda, Petr Mejzlík, Luděk Mejzlík, Václav Pták. 
Generálními duchovními asistenty v tomto období byli: P. Benedikt Holota OFM, P. Augustin Šváček OFMCap. a P. K. Skibinský OFMConv.
- Na základě oficiálního dekretu, který byl vydán 24. 6. 1995 v Římě bylo vlastně ukončeno přechodné období, neboť následující volební kapitula svolaná na Velehrad 31. 5. 1997 měla již všechny kanonické náležitosti, a proto z ní vzešla i řádně zvolená Národní rada SFŘ ČR.

### Řádné volební kapituly SFŘ ČR
- První řádná kapitula na 31. 5. 1997 na Velehradě. Zúčastnilo se jí 55 řádně zvolených delegátů. Kapitule předsedal Tibor Klauser, člen CIOFS (z Maďarska). Národní rada byla zvolena ve složení: František Reichel – národní ministr, Josef Brothánek – zástupce národního ministra, Petr Alexa – formátor, Pavel Radhauský – evidence místních společenství, Anežka Fišerová – sekretářka, Václav Pták – ekonom, Jana Kubátová – media, František Žídek – mládež.

Duchovními asistenty byli jmenováni: P. Beneditk Holota OFM, P. Augstin Šváček OFMCap., P. Kryštov Skibinský OFMConv. 

- Druhá řádná kapitula se konala opět na Velehradě ve dnech 26. – 28. 5. 2000. Volební kapitule předsedala sestra Wilhemina Visser – Pelsma, zástupkyně generální ministryně (z Holandska). Za CIOFS byl delegován P. Lukáš Šebák provinciál OFMCap. Voleb se zúčastnilo 86 delegátů. Národní rada byla zvolena ve složení: Petr Alexa – národní ministr, František Reichel – zástupce národního ministra, Pavel Matoušek – formátor, Anežka Fišerová – sekretářka, Karel Hasal ekonom a další členové Národní rady: Václav Něměc, Marie Hušková, Marie Janáčková.

Duchovními asistenty NR jsou: P. Augustin Šváček OFMCap., P. Petr Alkantara Houška OFM, P. Miloslav Paluch OFMConv.

### jubilejní sjezd terciářů v roce 2001
Sjezd se konal 30. 6. – 1. 7. na Velehradě v roce 2001, tj. až v dalším století jeho význam však tkví v tom, že: navázal na tradici započatou v roce 1901 a umožnil účastníkům pohled na dění v uplynulém století.

### Celonárodní poutě SFŘ na Svatý Hostýn
Tradice obnovených poutí na toto poutní místo spojená s oslavou svátku sv. Františka byla rychle obnovena.

### Obnova Mariánských poutí Prahou
V sobotu 7. května 1994 Po litaniích u sochy P. Marie se uskutečnila další pouť Prahou vedená členy a duchovními asistenty SFŘ. Další poutě se konaly vždy první sobotu v květnu, tj. 6. 5. 1995, 4. 5. 1996, 3. 5. 1997, 2. 5. 1998, 1. 5. 1999, 6. 5. 2000.

### Cyrilometodějské poutě na Levý Hradec a Velehrad

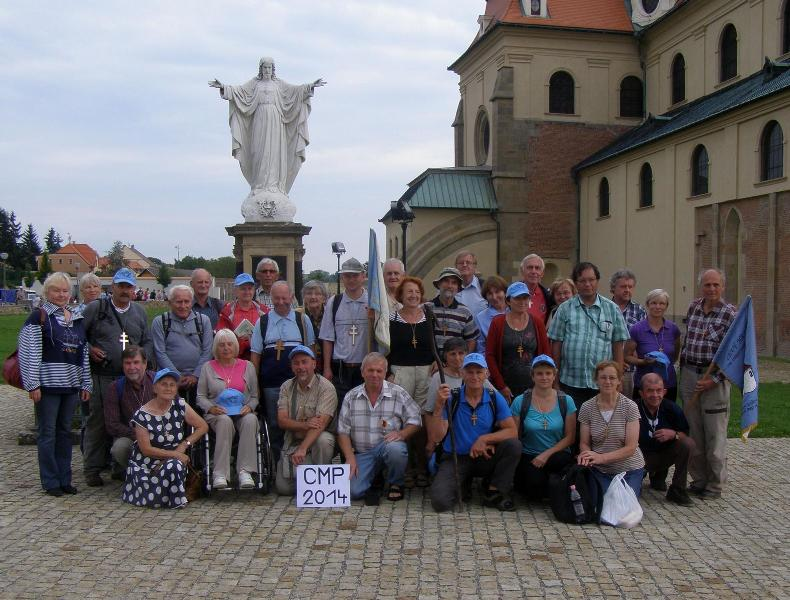
Cyrilometodějská pouť Velehrad 23. srpna 2014, které se účastní terciáři sv. Františka

Tradice započatá v období totality pokračovala každoročně i v posledním desetiletí. I když o jednotlivé etapy byl menší zájem.

### Poutě k hrobu Dr. F. Noska v Poříčí nad Sázavou
Tyto poutě se konaly každoročně od roku 1936 po celou dobu totalitních režimů a měli své pokračování i v posledních letech 20. století. Jejich přípravu a organizaci řídil Antonín Novák, po roce 1989 o ně pečuje bratr Miloslav Müller ze společenství Praha Spořilov. Většinou se konají dubnovou sobotu blízkou dnu úmrtí Dr. Noska (17. 4.).

### Poutě do Říma a návštěvy sv. otce Jana Pavla II. vČesku
Tyto události se nám v předchozích letech totality zdály neuskutečnitelné a nemožné. Samozřejmě, že se jich zúčastňovali v hojném počtu i členové SFŘ – často i aktivně jako pořadatelé a organizátoři.
- 1990 (21. – 22. 4.) Návštěvy Sv. otce v Praze a na Velehradě se členové SFŘ zúčastnili v hojném počtu, většinou však individuálně.
- 1995 (21. – 22. 5.) Na návštěvu Sv. otce v Praze, Hradci Králové a v Olomouci byly již organizovány autokarové zájezdy SFŘ.
- 1997 (6. – 13. 9.) Poutní zájezd SFŘ „ve stopách sv. Františka“ do Assisi a na Alvernu vedl bratr Antonín Landkamer z pražského společenství Praha – Krč.
- 2000 (29. 3. – 2. 4.) V rámci jubilea se uskutečnila národní pouť do Říma. Národní rada SFŘ při této příležitosti zorganizovala pouť do Assisi i do Říma. Zde kromě oficiálního programu byli členové SFŘ přijati generální představenou SFŘ S. Emanuelo de Nunzio. Pouti se zúčastnilo přes 120 členů a příznivců SFŘ.

### Oblastní setkání
Tak jako na začátku století se terciáři setkávali na „krajinských sjezdech“, tak nyní se opět scházejí na oblastních akcích. Některé z nich mají již svou tradici. Konkrétně se uskutečnily:
- 1994
- (3. 9.) v Hradci Králové – Pouchově, dále pak v Olomouci
- (3. 9.) v Praze, zahájení školního roku na Petříně
- 1995 (25. 3.) v Moravské Třebové
- (20. 4.) v Červeném Kostelci
- 1996 (8. 9.) v Praze, zahájení školního roku na Petříně
- 1997 (7. 9.) v Praze, zahájení školního roku na Petříně
- (20. 9.) v Hrádku u Vlašimi a k hrobu P. A. Moce
- 1998 (4. 1.) v Praze u Panny Marie Sněžné, tříkrálové setkání
- (19. 9.) v Hrádku u Vlašimi a k hrobu P. A. Moce
- 1999 (10. 1.) v Praze u Panny Marie Sněžné, tříkrálové setkání
- (24. 4.) v Opavě
- (5. 9.) v Praze, zahájení školního roku na Petříně
- (25. 9.) v Hrádku u Vlašimi a k hrobu P. A. Moce
- 2000 (9. 1.) v Praze u Panny Marie Sněžné, tříkrálové setkání
- (16. 1.) v Brně setkání SFŘ k jubilejnímu roku
- (3. 6.) v Sobinově – Sopotech
- (5. – 6. 8.) v Třebíči
- (3. 9.) v Praze, zahájení školního roku na Petříně
- (16. 9.) v Hrádku u Vlašimi a k hrobu P. A. Moce

### Činnost místních společenství

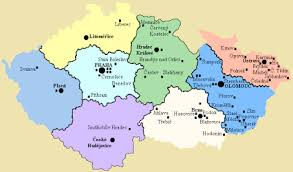
Mapa společenství Sekulárního františkánského řádu v ČR

Hlavní činností jsou opět měsíční setkání. Jejich náplní je společná účast na mši svaté, společná modlitba breviáře, duchovní slovo, informace o aktuálních otázkách a podobně. Podle místních poměrů jsou však vyvíjeny další aktivity: péče o staré a nemocné členy (návštěvy apod.), péče o rodiny, děti a mládež, účast na duchovních cvičeních a exerciciích, charitativní a sociální činnost.

### Vydavatelská činnost
- Již v roce 1996 vyšlo nulté číslo časopisu Serafínská cesta zásluhou bratra Jiřího Tůmy.
- Od roku 1998 vycházel časopis Serafínská cesta jako čtvrtletní magazín – čtení pro potěchu duše.
- V roce 1994 začal vycházet nový časopis – měsíčník Poutník – časopis františkánské rodiny.
- Od roku 1994 začala vydávat Národní rada Zpravodaj Národní rady
- Velký rozmach se projevil ve vydávání františkánské literatury. Za toto desetileté období bylo vydáno mnoho klasických titulů, ale také mnoho knih od nových autorů. V následující tabulce uvádím přehled zpracovaný P. Benediktem Holotou OFM.

| Rok vydání | Autor          | Název                                  | Nakladatelství            |
| ---------- | -------------- | -------------------------------------- | ------------------------- |
| 1990       | S. Rougier     | František z Assisi, básník a prorok    | Petrof, Brno              |
| 1990       | W. Nigg        | Muž z Assisi                           | Cesta, Brno               |
| 1992       | J. Green       | Bratr František                        | Cesta, Brno               |
| 1992       | M. Sládek      | Chválíme Boha se sv. Otcem Františkem  | Alverna, Praha            |
| 1992       | R. Dilong      | Světec z Assisi                        | Řád, Praha                |
| 1993       | G.K.Chesterton | Sv. František z Assisi                 | Alverna, Praha            |
| 1993       | M. Sládek      | Myšlenky sv. Františka na každý den    | Alverna, Praha            |
| 1994       | J. Pečený      | Cesta                                  | FTK, Praha                |
| 1994       | C. Bensi       | Zůstávejte v pokoji                    | Karmelitánské nakl.       |
| 1994       |                | Františkánské prameny                  | Serafin/Cor Jesu,Č. Těšín |
| 1995       |                | Růženec se sv. Klárou a sv. Františkem | Karmelitánské nakl.       |
| 1996       | U. Wölfel      | Bratr František z Assisi (pro děti)    | Sintel                    |
| 1996       | P. A. Houška   | České františkánství                   | Praha                     |
| 1998       |                | Moudrost sv. Františka z Assisi        | Karmelitánské nakl.       |
| 1998       |                | Kvítky sv. Františka                   | P. Maur, Náchod           |
| 1998       | F. Cardini     | František z Assisi                     | Zvon a Vyšehrad, Praha    |
| 1998       | L. Lehmann     | František, mistr a učitel modlitby     | Karmelitánské nakl.       |
| 1998       | Z. Nováková    | Píseň bratra slunce                    | Trinitas, Svitavy         |
| 1998       | A. Rotzetter   | Jak František kázal zvířatům           | Karmelitánské nakl.       |
| 1999       | H. Hesse       | František z Assisi                     | Volvox Globator, Praha    |
| 1999       | T. Matura      | 15 dní s Františkem z Assisi           | Cesta, Brno               |
| 1999       | P. Rossi       | Největší dílo sv. Františka            | Pro vnitřní potřebu SFŘ   |
| 1999       | J. E. Urban    | Cesta serafínského poutníka            | Pro vnitřní potřebu SFŘ   |
|            | M. Sládek      | Ve škole sv. Františka                 | Pro vnitřní potřebu SFŘ   |

Dále vyšly tyto dvě zásadní publikace:
- Řehole a rituál SFŘ (český překlad schválený v Římě dne 5. 3. 1992) vyšlo v roce 1992
- Františkánské prameny – původní český překlad upravil, doplnil a dílo edičně připravil C. V. Pospíšil OFM, vydala Matice cyrilometodějská, s.r.o. Olomouc 1999.

### Duchovní zaměření – spiritualita
Asi pět let potřebovali členové SFŘ, aby přešli od totalitního – většinou individuálního způsobu duchovního života k životu ve společenství, které již nikdo nepotlačuje. Konkrétně se to odrazilo takto:
- Rok 1995 byl zaměřen na výročí sv. Prokopa a sv. Antonína a na rok ženy.
- Rok 1996 byl zaměřen na služebníka Božího Dr. Františka Noska a jeho příklad, tj.: „Služba – svědectví – evangelizace“.
- Rok 1997 byl na základě pastýřského listu sv. Otce Jana Pavla II. „Tertio millenio adveniente“ prvním rokem z tříleté přípravy na milenium v roce 2000. Hlavním tématem byla víra a obnova křestního slibu.
- Rok 1998 byl druhým rokem přípravy. Téma (podle TMA): Duch svatý, Pán Oživovatel a Přímluvce a též hlavní činitel evangelizace. Další zaměření bylo na znovuobjevení ctnosti naděje a na obnovu biřmování. *
- Rok 1999 (podle TMA) měl téma „Život je poutí do domu Boha Otce“ – jubileum je akt chvály Boha Otce, usilování o ctnost lásky.
- Rok 2000 * Hlavní téma Vtělení, nejsvětější trojice a svátost eucharistie.
- Setkání duchovních asistentů místních společenství se uskutečnilo 12. 11. 1994 u kapucínů v Brně. Jejich školení pak 18. – 21. 3. 1996 v Králíkách, 27. – 29. 4. 1998 na Svaté Hoře, 11. – 13. 4. 1999 v Praze, formační seminář pro duchovní asistenty, animátory a formátory se konal 9. – 10. 11. 2000 v Olomouci.

Obdobné zaměření bylo i na formátory místních společenství (často současně nebo paralelně s duchovními asistenty):
- 1994 (12. 11.) setkání formátorů MS u kapucínů v Brně
- 1995 (9. – 11. 6.) školení v Králíkách
- 1996 (21. – 23. 6.) školení v Králíkách
- 1997 (2. – 6. 4.) formační seminář v Praze
- 1998 pravidelné semináře v Praze a v Olomouci
- 1999 (27. – 28. 2.) seminář pro formátory a ministry u kapucínů v Praze
- (6. – 7. 3.) seminář pro formátory a ministry u kapucínů v Olomouci
- (13. – 14. 11.) seminář pro formátory a ministry u kapucínů v Olomouci
- (20. – 21. 11.) seminář pro formátory a ministry u kapucínů v Praze
- 2000 (20. – 23. 1.) formační seminář pro ministry MS v Praze

#### Exercicie a duchovní cvičení
- 1994 (29. 5. – 3. 6.) Nový Bohumín – A. Šváček OFMCap.
- 1995 (21. – 24. 2.) Újezd u Uničova – A. Šváček OFMCap. (pro členy NR)
- (25. – 29. 3. a 23. – 28. 9.) Králíky – A. Šváček OFMCap.
- 1996 (25. – 29. 3. a 23. – 28. 9.) Králíky – A. Zlámal OFM
- 1997 (14. – 19. 4.) Králíky
- 6. 9. Ostrava – Heřmanice – A. Šváček OFMCap.
- (24. – 29. 8.) Jiřetín pod Jedlovou – P. M. Pometlo OFM
- 1998 (12. – 13. 2.) Rekolekce členů NR, Praha u kapucínů
- (25. – 29. 3.) Svatá Hora
- (6. – 11. 7.) Olomouc – A. Šváček OFMCap.
- (1.8– 8. 8.) Soběšín – A. Šváček OFMCap.
- (12. – 22. 8.) Olomouc – B. Štivar OFMCap.
- (16. – 20. 9.) Velehrad
- (17. – 24. 10.) Hradec Králové – A. Šváček OFMCap.
- (1. – 17. 11.) Svatá Hora – T. Hanuš OFM
- 1999 (7. – 10. 7.) Koclířov – pro formátory,Č. Křížala OFM, B. Štivar OFMCap.
- (16. – 22. 8.) Olomouc – kapucíni
- (8. – 11. 9.) Nové Město nad Metují – P. J. Linhart OFS
- (10. – 16. 10.) Praha – kapucíni A. Šváček OFMCap.
- (17. – 23. 10.) Olomouc – kapucíni M. Paluch OFMConv.
- (17. – 21. 11.) Hradec Králové – A. Šváček OFMCap.
- 2000 (12. – 18. 3) Praha – kapucíni A. Šváček OFMCap.
- (20. – 26. 8.) Olomouc – kapucíni B. Bartoň OFMCap.
- (12. – 18. 11.) Praha – kapucíni A. Šváček OFMCap.

### Organizační struktura
Po roce 1989 konečně nastala doba, kdy i v Československu bylo možno kompletně akceptovat novou řeholi, kterou vydal a podepsal Pavel VI. 24. 6. 1978: 

- 1990 (viz příloha č. 26). 5. 10. bylo řádu přiděleno identifikační číslo organizace statistickým úřadem – 00676560.
- V roce 1992 (15. 2.) byl generální ministryní SFŘ v Římě schválen český překlad Generálních konstitucí.
- V roce 1995 (24. 6.) vydala generální ministryně E. D. Nunzio dekret, kterým potvrzuje ustavení Národního bratrství SFŘ v České republice (viz příloha č. 27).
- V roce 1996 (19. 6.) byl dekretem generální ministryně E. D. Nunzio na základě návrhu Národní rady ČR jmenován zástupcem SFŘ ČR v Mezinárodní radě SFŘ František Reichel.
- 30. 11. schválila mimořádná kapitula SFŘ konaná ve františkánském klášteře u P. Marie Sněžné v Praze definitivní „Statut SFŘ ČR“.
- V roce 1997 (31. 5.) byla první řádná kapitula SFŘ na Velehradě, na níž byla zvolena regulární Národní rada a tím byl v podstatě proces přechodu na novou organizační strukturu dokončen.
- V roce 1998 (12. 1.) potvrdila generální ministryně E. Nunzio Národní statuta SFŘ ČR.

Současně se v této době začala obnovovat místní společenství. Byla postupně jednotlivá místní společenství kanonicky ustavena. Obnovení činnosti: 

- 1990 – Moravská Třebová II., Česká Třebová, Brno – minorité, Uherské Hradiště (kroniku vedou od roku 1936), Praha P. Marie Sněžná, Hradec Králové (kronika od roku 1910), Třebíč – Jejkov (kapucíni), Olomouc (kapucíni), Čeladná, Český Těšín (založeno 1938), Praha – Spořilov
- 1991 – Valašské Meziříčí, Opava, Jablůnkov
- 1992 – Kroměříž, Zlín, Nivnice (založena 1943)
- 1993 – Praha – Hradčany (P. Maria Andělská), Přerov, Červený Kostelec
- 1994 – Milotice, Brno (kapucíni), Bílá Voda v Jeseníkách, Karvinná – česká skupina, Šterneberk (záznamy mají od roku 1976)
- 1995 – Prostějov, Jilemnice
- 1996 – Benešov (vznik 1944)
- 1997 – Jindřichův Hradec
- 1999 – Staré Město, Brandýs nad Orlicí (vyčleněním z MS Česká Třebová), Praha – Dejvice sv. Václav (vyčleněním z MS Praha – Spořilov)

### Stav členské základny a počet společenství k roku 2000
- Stav SFŘ k 31. 12. 2000 (podle evidence v sekretariátu Národní rady SFŘ) je na konci století, tj. 31. 12. 2000 tento:

-	954 profesních členů, 40 členů v noviciatě
-	51 kanonicky ustavených místních společenství
- Stav SFŘ k 31.12.2013

-	820 profesních členů, 52 členů v noviciatě
-	49 kanonicky ustavených místních společenství

#### Napojení SFŘ ČR na CIOFS

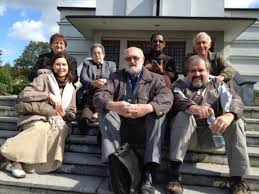
Na schodech kostela Anežky České v Praze Spořilově při mezinárodní vizitaci řádu SFŘ v ČR

Centro internacionale Ordo Franciscana Secularis má svůj sekretariát v Římě. CIOFS též zajišťuje vizitace, pastorační i bratrské návštěvy a volební kapituly v jednotlivých členských zemích. Počet členů SFŘ podle sčítání v roce 1996 činil cca 450.000 bratří a sester (koncem 19. století dle odhadu 3.000 000 členů). Celosvětové bratrské společenství OFS má v roce 1996 43 řádných národních společenství, 28 provizorních a 19 začínajících.

Od roku 1996 má SFŘ ČR svého zástupce CIOFS.

#### Sekretariát NR SFŘ
Od 1. 5. 1990 byl na adrese ministra J. Tůmy, tj. Praha 6, Tuniská 634. Od 6. 1. 1997 bylo sídlo v Ostravě – Heřmanicích a od 1. 8. 1997 je sídlem kapucínský klášter Brno, Kapucínské nám. 5.

### Významní představitelé a členové řádu
- Ing. Jiří Tůma (nar. 1933) hlavní iniciátor obnovení řádu. První národní ministr prozatímní národní rady (1990 – 1994). Zajistil administrativní a organizační návaznost na III. řád. Zahájil vydávání časopisu Serafínská cesta již v roce 1990.
- Dr. František Reichel (nar. 1938) místopředseda federální vlády v letech 1989 – 1990. Organizátor cyrilometodějských poutí, sekretář organizačního výboru pouti do Říma na svatořečení bl. Anežky v roce 1989. Národní ministr prozatímní (od roku 1994) a definitivní Národní rady (od roku 1997). Obnovil plnou návaznost Národní rady na CIOFS v Římě a je jejím řádným členem; pod jeho vedením bylo dokončeno kanonizované ustavení místních společenství.
- Ing. Jiří Šenkýř (nar. 1952) senátor. Připravil první „Statuta SFŘ v ČR“, které byly schváleny 30. 11. 1996. Hlavní spolutvůrce pastoračního listu čs. biskupů „Pokoj a dobro“ (1999) o sociální problematice v současné době. Byl prvním redaktorem zpravodaje Národní rady.
- Prof. Ing. Lubomír Mlčoch (nar. 1944) děkan fakulty sociálních věd UK, spolutvůrce pastýřského listu „Pokoj a dobro“. Účastník mnoha setkání (seminářů apod.) na toto téma. Člen redakční rady časopisu Poutník a též jeden z hlavních přispěvatelů. Nositel papežského vyznamenání Řádu sv. Řehoře velikého.
- Dr. Petr Alexa, asistent na chemicko-technologické fakultě ČVUT v Praze. Jako formátor Národní rady připravoval témata a semináře jak pro duchovní asistenty místních společenství, tak i pro formátory MS. Od roku 2001 ministr národní rady SFŘ.
- Ing. Stanislav Pacner (1927–2000) dlouholetý organizátor dění SFŘ v Třebíči a v nejširším okolí. Aktivně spolupracoval na přípravě „Statut SFŘ“, ale i při dalších, zejména oblastních, akcích. Tragicky zemřel na cestě při návratu z místního společenství v Jihlavě.
- P. Benedikt Holota OFM (nar. 1922) první předseda konference duchovních asistentů při Národní radě SFŘ, dává četné exercicie pro členy SFŘ.
- Tomáš Černoušek (1928–2001) jáhen, ministr místního společenství Olomouc, hlavní architekt olomouckého arcibiskupství, nositel papežského vyznamenání Řádu sv. Řehoře velikého.
- G. Coppa 1925–2016) – apoštolský nuncius v ČR – arcibiskup, terciář. Měl vždy pochopení pro činnost SFŘ. Byl hlavním celebrantem a kazatelem na františkánské pouti na sv. Hostýn v roce 1997 a na poutích k hrobu Dr. F. Noska v Poříčí nad Sázavou v letech 1993 a 2000.
- Mgr. Jiří „Edy“ Zajíc (* 17. května 1951 Praha) je český katolický pedagog a publicista. Publikuje zejména v oblasti výchovy, vzdělávání, občanské společnosti, médií, náboženství a duchovního života. Zakládal a vedl Redakci náboženského života Českého rozhlasu, podílel se na založení České rady dětí a mládeže, jejíž Kancelář vedl v letech 2001–2005. Je spoluautorem knižních rozhovorů s Erazimem Kohákem a kardinálem Vlkem.

## Závěr

### Činnost III. řádu ve 20. století
Do 20. století vstoupili členové III. řádu u nás s nadšením a navazovali svou činností na rozvoj, který byl ve 2. polovině 19. století. Mohutnou inspirací byla pro členy třetí nová „regule“ vydaná Lvem XIII. a také jubilejní milostivý rok 1900. Obdobnou inspirací a povzbuzením byly jubilejní františkánské roky 1921 (700 let od založení III. řádu), 1926 (700 let od smrti sv. Františka) a rok 1928 (700 let od kanonizace sv. Františka) a také jubilejní roky vyhlášené Piem XI., tj. rok 1925 a 1933. 

V letech nesvobody členové řádu trpěli a pracovali tak, jak bylo možné. V roce 1989 se v hojném počtu zúčastnili pouti na kanonizaci sv. Anežky do Říma i jako její aktivní organizátoři. Díky novým poměrům plně využili možnost připravit se s celou světovou rodinou SFŘ v letech 1997–1999 na jubilejní rok 2000 a toho se plně zúčastnili jak vlastními akcemi v ČR, tak i poutí do Říma. 

Pro celé období jsou charakteristické pro činnost řádu následující skutečnosti: 

- pořádání celonárodních poutí (eventuálně poutí krajinských/oblastních) na významná poutní místa, především na Velehrad a sv. Hostýn, ale též na Levý Hradec, sv. Kopeček, sv. Horu u Příbrami, Hrádek u Vlašimi a další, samozřejmě též účast na poutích do Říma a Assisi
- pořádání exercicií a duchovních cvičení v duchu sv. Františka
- vydávání časopisů a dalších publikací
- činnost na úrovni obcí, tj. místních společenství – měsíční setkání, vizitace, kapituly, přijímání do řádu (profes), vznik nových společenství
- charitativní a sociální činnost dle potřeb a možností na lokální úrovni
- počátkem století je udáván počet obcí 220, počet členů více než 30.000, koncem století po obdobích nesvobody je evidováno 51 místních společenství a téměř 1000 členů

#### Duchovní zaměření – spiritualita
Činnost řádu byla řízena, respektive usměrňována bratry z prvních řádů. Hlavním směrem však vždy byla formace v duchu sv. Františka. Témata duchovních programů navazovala na jednotlivé aktuální nabídky církve. Je však radostné konstatovat, že převažujícím tématem po celé období 20. století byla eucharistie a to jako téma duchovních cvičení, i jako téma často probírané v časopisech, ale i jako živá skutečnost, okolo které cirkuloval život terciářů zvláště v období nesvobody.

#### Organizační struktura
Základní směrnicí pro činnost a organizaci řádu byla bula Lva XIII. „Misericors Dei Filius“ (1882). Každá obec měla ředitele – kněze z prvního řádu a zvolené nejméně pětičlenné předsednictvo. Tyto obce se sdružovaly do „děkanátů“, eventuálně „žup“ nebo do diecézí. Ve 20. letech počaly pokusy vytvořit jednotný ústřední orgán. V letech nesvobody činnost řádu probíhala v malých, většinou v pěti až sedmičlenných „bytových“ skupinách. Po roce 1990 řád velmi rychle přešel na organizaci danou Řeholí Pavla VI. z 24. 6. 1978 a vytvořil jak místní společenství, tak Národní radu SFŘ zodpovědnou a koordinující život členů SFŘ v České republice. SFŘ v ČR byla legitimně uznána CIOFS v Římě a generální ministryní Emanuelou De Nunzio 24. 9. 1996. A též se stala integrální součástí této celosvětové organizace.

#### Významní představitelé a členové řádu
Členové III. řádu ve 20. století byli na místě nejvyšším: Lev XIII., Benedikt XV., Pius XI. Rovněž tak i v Česku: Dr. C. A. Stojan – arcibiskup olomoucký, P. František kardinál Bauer – arcibiskup olomoucký, František kardinál Tomášek – arcibiskup pražský. Rovněž kněží z prvního řádu byla velká řada (viz příslušné kapitoly). Závěrem snad lze pouze zdůraznit, že u dvou členů byly již zahájeny přípravné arcidiecézní procesy k beatifikaci a to u P. J. E. Urbana OFM a Dr. F. Noska.

## Prameny
- Tomáš z Celana, První životopis (1229), Františkánské prameny, s. 105 – 149, český překlad, Ed. Pospíšil Ctirad Václav OFM, Matice cyrilometodějská, Olomouc 1999.
- Slova našeho otce Františka – Řehole a povzbuzení, Františkánské prameny.
- Sv. František, List všem věrným křesťanům, Františkánské prameny, s. 51–56.

- Bula papeže Honoria III. Memoriale propositi 20. 5. 1221 in Rossi Pietro, Největší dílo sv. Františka, z originálu „Il capolavaro Di. S. Francesco“, přeložil a upravil R. Jáchym OFM, tisk Uherské Hradiště 1999, s. 1.
- Bula papeže Mikuláše IV., Supra montem 1289, Serafínské květy 5, 1905–6, s. 106.
- Encyklika papeže Lva XIII. Auspicato concessum 17. 9. 1882, SK 1, 1901–2, s. 218–219.
- Bula papeže Lva XIII. Misericors Dei Fillius 30. 5. 1883 in Pelikovský Pavel Josef: Serafínského otce Františka z Assisi příruční Regulní knížka pro kněze a lid ve městě i na venkově, Tachov 1898, s. 5.
- Pavel VI. „Na věčnou paměť“ Okružní list 24. 6. 1978 in Řehole a rituál Sekulárního františkánského řádu, 1992, s.4–6.
- Pavel Josef Pelikovský: serafínského otce Františka z Assisi příruční Regulní knížka pro kněze a lid ve městě i na venkově, Tachov 1898, 672 stran.
- Řeholní kniha a zpěvník Třetího řádu serafínského otce sv. Františka z Assisi, Přerov 1938.
- Řehole a ritual Sekulárního františkánského řádu, Praha 1992.
- Brejcha Leander „Třetí řád v našich vlastech“, Almanach k oslavě 700. jubilea III. řádu sv. Františka, Praha 1921.
- Cianciala František, Trzeci zákon sw. Franciszka na poludniowo – wschodnich Morawach (od r. 1901–1950) Praca magistersko – licenciatska, Katolicki Universitet Lubelski, Lublin 2000.
- Serafínské květy 1901 – 1940, ročník 1–38.
- Serafínský prapor 1921 – 1933, ročník 1–13.
- Serafínská cesta 1990 – 2000, ročník 1–11.
- Poutník 1994 – 2000, ročník 1–7.
- Zprávy z Národní rady 1994–1997, 1997–2000, 2000–2003.